# ヤンス!ガンス!
『ヤンス!ガンス!』または『MEAT or DIE』は、日本のコンピュータアニメーション作品である。

## 概要
むかしむかし遠い未来のニューヨーク。地上は植物と草食恐竜が支配している。もはや時代遅れの肉食恐竜ヤンス!とガンス!が捕食するため奮闘するドタバタコメディ短編アニメーション作品。本編90秒。公式キャッチコピー「珍感覚ドタバカアニメ」
イラストレーター吉井宏によるオリジナリティ溢れるカラフルでポップなキャラクターと、秋元きつねによる強引な展開とスピードを軸に、劇画調、ゲーム画面、ハリウッド映画のパロディなど様々な表現を盛り込んでいる。CG制作は菅村弘彦（有限会社シンク）、音楽は細江慎治、効果音は佐宗綾子、プロデュース兼総監督としてウサビッチをプロデュースした村山太（ボーナス株式会社）がとりまとめている。
CS MUSIC ON TV、テレビ神奈川で放映されるとともに、任天堂「Wiiの間」で配信されている。
シーズン1 全12話 2010年10月22日 東宝よりDVD発売
総監督：村山太（ボーナス株式会社）
脚本／演出／編集：秋元きつね（有限会社　件）
キャラクターデザイン／美術：吉井宏
CG制作：菅村弘彦（有限会社シンク）
音楽制作：細江慎治（スーパースウィープ）
音効：佐宗綾子（スーパースウィープ）

## 略歴
- アヌシー国際アニメーション映画祭2010 ノミネート
- オタワ国際アニメーションフェスティバル2010 ノミネート
- 18º Curtas Vila do Conde ノミネート
- onedotzero2009 ノミネート
- 東京コンテンツマーケット2009 グランプリ